# Mission jésuite de Madagascar
La mission Jésuite de Madagascar est une mission de la Compagnie de Jésus décidée en 1844 par son Supérieur général Jean-Philippe Roothaan sept ans après la reprise de la mission jésuite du Maduré, en Inde. Elle est dirigée depuis l'établissement de La Ressource, à La Réunion, jusqu'en 1896, date à laquelle la pacification de Madagascar permet son déplacement à Tananarive.